# Слепая (картина)
«Слепая» (англ. The Blind Girl) — картина английского художника Джона Эверетта Милле, завершённая им в 1856 году. Картина относится к периоду, когда Милле состоял в Братстве прерафаэлитов. На ней изображены две странствующие нищенки, предположительно сёстры, одна из которых — слепой музыкант, отдыхающие на обочине дороги после дождя.

## Описание
На картине изображены две странствующие нищенки, сидящие на обочине дороги после дождя. Предположительно, речь идёт о сёстрах. Одна из них — слепой музыкант лет 18-20, держит на коленях концертино, на шее у неё висит табличка со словами «Пожалейте слепых». Солнце освещает лицо слепой девушки. На её руку приземлилась бабочка-крапивница, в руке она держит травинку. Бабочка показывает, что девушка сидит совершенно неподвижно. Младшая девочка со светлыми волосами укрывается за шалью старшей и смотрит на радугу.
В своих работах Милле сочетает фигуративное искусство и пейзажную живопись. Фигуры и передний план изображены очень детально и реалистично, а задний план размыт.
Девушки направляются в деревню Уинчелси в графстве Сассекс, которая является фоном картины. Милле написал фон на натуре осенью 1854 года, а фигуры — в своём доме в Пертшире в 1855 году. Моделями послужили Матильда Праудфут в роли слепой девушки и Изабелла Никол в роли её сестры. Первоначально моделью слепой девушки была жена Милле Эффи Грей, но позже он решил использовать Праудфут в качестве модели.

## Интерпретация
В картине присутствует и красота пейзажа, и социальная проблема бродяжничества, особенно участь инвалидов и детей. Несмотря на свою инвалидность, слепая девушка, кажется, заботится о своей младшей сестре. Милле сочетает обычный пейзаж с возвышенным видом. В небе появилась редкая двойная радуга, а краски пейзажа после дождя необычайно яркие. Бабочка символизирует в искусстве красоту. Слепая девушка не может видеть красоту, но она может слышать, чувствовать и обонять её. Другая девушка закрывает глаза и смотрит на небо, поэтому картину можно рассматривать как метафорическое представление чувств.
Во время создания картины Милле находился под влиянием мысли Джона Рёскина о том, что существует связь между красотой природы и прикосновением Бога. Бабочка — традиционная метафора души. В данном случае она показывает зрителю, что радугу также следует интерпретировать символически. Радуга — это обещание небес, где Христос исцелил слепоту, подобно тому, как Иисус дал зрение слепому в евангельской истории. Одежда девушки и свет на её лице связывают её с образами Девы Марии, подчеркивая её добродетельность.

## Критика
Картина считается одной из лучших у Милле. Она имела успех у критиков. В 1857 году Ливерпульская академия искусств присудила картине ежегодную премию. Данте Габриэль Россетти считал картину «одной из самых трогательных и совершенных вещей, которые я знаю». Британская энциклопедия описывает картину как шедевр викторианской идеологии и технического мастерства.
Для раннего творчества Милле характерно сострадание к чужакам. Несмотря на поношенную одежду, девушки на картине выглядят хорошо одетыми. Бедняки находят утешение в свете небес и библейской радуге, обещающей загробную жизнь. Искусствовед Джонатан Джонс отметил, что с современной точки зрения это может показаться скорее викторианской сентиментальностью, чем реалистичным изображением. Картины Милле, изображающие интровертные фигуры и поэтические идеи раннего периода, также можно рассматривать как предтечу символизма fin de siècle. Картина находится в коллекции Бирмингемского музея и художественной галереи.